# Dickkopffliegen-Glasflügler
Der Dickkopffliegen-Glasflügler (auch: Großer Eichenhochwald-Glasflügler, Kleiner Eichen-Glasflügler; Synanthedon conopiformis) ist ein Schmetterling aus der Familie der Glasflügler (Sesiidae). Die Art zeichnet sich durch ausgeprägte Mimikry aus.

## Merkmale

### Falter
Die Falter haben durchsichtige Flügel, die nur an den Flügeladern, dem Diskalfleck und den Flügelrändern beschuppt sind. Sie erreichen eine Flügelspannweite von 16 bis 19 Millimetern. Die Vorderflügel sind sehr schmal und am Ende abgerundet. Dort tragen sie einen orangefarbenen Fleck. An den Rändern sind sie schwarzbraun gefärbt. Die Fransen sind bräunlich. In der Mitte ist ein länglicher schwarzbrauner Diskalfleck zu erkennen, der vom Vorder- bis zum Hinterrand reicht. Die Hinterflügel haben eine schmale dunkle Saumbinde. Kopf, Fühler, Thorax und Abdomen glänzen blauschwarz bis schwarzgrün. Körper und Beine weißen mehrere gelbliche Streifen auf, die an die Färbung von Wespen erinnern. Die Afterbüschel sind kräftig fächerförmig ausgebildet und von blauschwarzer Farbe.

### Ähnliche Arten
Johannisbeer-Glasflügler (Synanthedon tipuliformis)

## Geographische Verbreitung und Vorkommen
Der Dickkopffliegen-Glasflügler ist in nahezu ganz Europa verbreitet. Außerdem kommt er in Kleinasien und Nordafrika vor.

## Lebensweise
Die tagaktiven Falter fliegen in den Monaten Juni bis August, gelegentlich bis Anfang September. Besonders aktiv sind sie im Sonnenschein. Sehr gerne besuchen sie dann die Blüten verschiedener Pflanzen, beispielsweise diejenigen von Holunder (Sambucus), Kratzdisteln (Cirsium), Schneeball (Viburnum), Liguster (Ligustrum) oder Himbeere (Rubus idaeus).
Die madenförmigen Raupen leben ein- oder zweijährig unter der Rinde von Stieleiche (Quercus robur), Traubeneiche (Quercus petraea) und Roteiche (Quercus rubra).

## Internationale Namen
Dale’s Oak Clearwing; Sésie du chéne